# Čeljabinska oblast
Čeljabinska oblast (ruski: Челя́бинская о́бласть) je oblast u Ruskoj Federaciji. Upravno joj je sjedište grad Čeljabinsk.

## Vanjske poveznice
- Službene stranice Čeljabinske oblasti (na engleskom).